# Hoàng Lâm
Hoàng Lâm là một phường cũ thuộc thành phố Thủy Nguyên, thành phố Hải Phòng, Việt Nam.

## Địa lý
Phường Hoàng Lâm nằm ở phía tây nam thành phố Thủy Nguyên, có vị trí địa lý:
- Phía đông giáp phường Hoa Động
- Phía tây và phía nam giáp quận Hồng Bàng
- Phía bắc giáp phường Lê Hồng Phong và phường Thiên Hương.

Phường Hoàng Lâm có diện tích 9,88 km², dân số năm 2023 là 16.165 người, mật độ dân số đạt 1.636 người/km².

## Lịch sử
Trước năm 1945, địa bàn xã Hoàng Động gồm làng Hoàng Pha và làng Lôi Động thuộc tổng Lâm Động (sau đổi tên thành tổng Hoàng Pha).
Sau năm 1945, thành lập xã Hoàng Động trên cơ sở làng Lôi Động và làng Hoàng Pha.
Tháng 6 năm 1948, thành lập xã Hoàng Hoa trên cơ sở xã Hoàng Động và xã Hoa Động.
Năm 1955, thành lập xã Lâm Động trên cơ sở một phần diện tích tự nhiên và dân số của xã Hoàng Động.
Tháng 10 năm 1956, chia xã Hoàng Hoa thành xã Hoàng Động và xã Hoa Động.
Ngày 27 tháng 10 năm 1962, Quốc hội ban hành Nghị quyết về việc sáp nhập tỉnh Kiến An vào thành phố Hải Phòng. Khi đó, xã Hoàng Động thuộc huyện Thủy Nguyên, thành phố Hải Phòng.
Ngày 24 tháng 10 năm 2024, Ủy ban Thường vụ Quốc hội ban hành Nghị quyết số 1232/NQ-UBTVQH15 về việc sắp xếp đơn vị hành chính cấp huyện, cấp xã của thành phố Hải Phòng giai đoạn 2023 – 2025 (nghị quyết có hiệu lực từ ngày 1 tháng 1 năm 2025). Theo đó, thành lập phường Hoàng Lâm thuộc thành phố Thủy Nguyên trên cơ sở toàn bộ 4,20 km² diện tích tự nhiên, quy mô dân số là 6.665 người của xã Lâm Động và toàn bộ 5,68 km² diện tích tự nhiên, quy mô dân số là 9.500 người của xã Hoàng Động.
Phường Hoàng Lâm có 9,88 km² diện tích tự nhiên và quy mô dân số là 16.165 người.
Ngày 16 tháng 6 năm 2025, Ủy ban Thường vụ Quốc hội ban hành nghị quyết sắp xếp đơn vị hành chính cấp xã của thành phố Hải Phòng năm 2025. Theo đó, sắp xếp toàn bộ diện tích tự nhiên, quy mô dân số của phường Thiên Hương, phường Hoàng Lâm, một phần diện tích tự nhiên, quy mô dân số của phường Lê Hồng Phong và phần còn lại của phường Hoa Động sau khi sắp xếp thành phường mới có tên gọi là phường Thiên Hương.